# Station Ruda Wschodnia
Station Ruda Wschodnia is een spoorwegstation in de Poolse plaats Ruda Śląska.